# Neidr Facula
La Neidr Facula è una struttura geologica della superficie di Mercurio.